# Траянова крепост
Траяновата крепост или Траяновото кале (на албански: Kalaja e Trajanit) е праисторическа и късноантична крепост, разположена над село Трън, Албания. Калето е обявено за археологически паметник на културата под № 6 на 15 януари 1963 година.

## Местоположение
Крепостта е построена хълм на 1200 m надморска височина, север-североизточно от Трън, близо до Трънската пещера. На север към Малкото Преспанско езеро се спуска стръмен скалист склон. Останалите страни също падат стръмно, с изключение на югозападната страна, където има много широки естествени тераси, подходящи за живеене. Траяновата крепост е разположена от юг на входа на пролома Гърло (Вълчия пролом), докато Градища е на север.

## Описание
В най-високата част на хълма има равна повърхност, която е оградена от стени, свързани с хоросан, които следват трасето на стари стени. Крепостта е една от най-големите на територията на Илирия, като обхваща общо 22 ha. Стените ѝ са с обща дължина 3 km и са на пет реда. Както в Беловодската и Подгорската крепост, най-високата част на хълма от северозапад е отделена от напречна стена, която отделя доста малка площ като Горен град. Още три ясно изразени стенни кръга, единият от които остава недовършен, пресичат югозападното лице на хълма. Само северозападената му част, изцяло скалиста и непристъпна, е оставена неукрепена. Стените са с дебелина 3,20 – 3,50 m и са изградени с необработени камъни, чиято дължина по страничните стени варира от 60 cm до 1,20 m. От южната страна на крепостта се издига хълм, свързан с първия с шийка, която служи като проход за изкачване на крепостта от югоизточната страна. Именно на това място е запазена стена с дължина 500 m, която минава през височината на хълма, пресичайки го по средата. Тази стена, известна като Мокова стена, може да е била построена в по-късен период и е служила като защита в случай на изненадващо нападение за жителите, които са живели извън стените на замъка.
Крепостта, както се разбира от самата планиметрична форма, се е развила в няколко фази. Укрепването на горната площадка, извършено през първата фаза, представлява тип, подобен на Подгорската крепост. През втория период част от югоизточния склон на хълма е укрепена дотолкова, доколкото изискват отбранителните нужди през този период. Към третия период принадлежи голямата ограждаща стена, в която е включена значителна част от склона на хълма, докато другата стена от последния период, незавършена, е предназначена да създаде нова вътрешна преграда, която да свърже ръба на скалата с ограждащата стена. Защитени селища с много ограждащи стени са характерни за илирийските укрепления от ранния период. В Гърция те обикновено са били ограничени до върха на хълма, играещ ролята на акропол. Дори след като големите градове са се разпространили отвъд границите на първоначалната си защита, стените рядко са са разширявани, за да включат тези нови области преди края на VII или началото на VI век пр.н.е.
В близост са намерени гробни дарове, датиращи от около VIII – VII пр.н.е. От находките, открити в крепостта и в околностите, става ясно, че тя е била обитавана през Ранната желязна епоха. През Късната желязна епоха селището е изоставено, за да се премести на 1 km на запад в хълмовете на Горица. През Късноантичния период Траяновата крепост е укрепена отново, но намалена само до горната си част.
Южно от крепостта проходът между Трън и Заградец е бил преграден със стена, наречена Моково кале (Kalaja e Mokut). Стената е изградена с необработени каменни блокове с големи размери с дължина до 2,30 m, разположена в два реда, като вътрешността е пълна с баласт. Ширината на стената варира от 1,60 до 2,10 m, а дължината е около 500 m. Размерите на блоковете и ширината на тази стена се различават от тези на Траяновата крепост. Стената може да е изградена в един по-късен период и очевидно е служила за прибежище за жителите, които са живели извън стените в случай на внезапна атака. Случайно откритите археологически материали в околностите на стената са от първата половина на желязната епоха.